# Wendenhorn
Wendenhorn – szczyt w Alpach Berneńskich, części Alp Zachodnich. Leży w Szwajcarii na granicy kantonów Uri i Berno. Należy do pasma Alp Urneńskich. Można go zdobyć ze schroniska Sustlihütte (2257 m) lub Biwak am Grassen (2647 m).